# Come and Get It (1936)
Come and Get It (Brasil: Meu Filho É Meu Rival / Portugal: Pai contra Filho) é um filme norte-americano de 1936, do gênero drama, dirigido por Howard Hawks e William Wyler  e estrelado por Edward Arnold e Joel McCrea.